# Hägerstensåsen

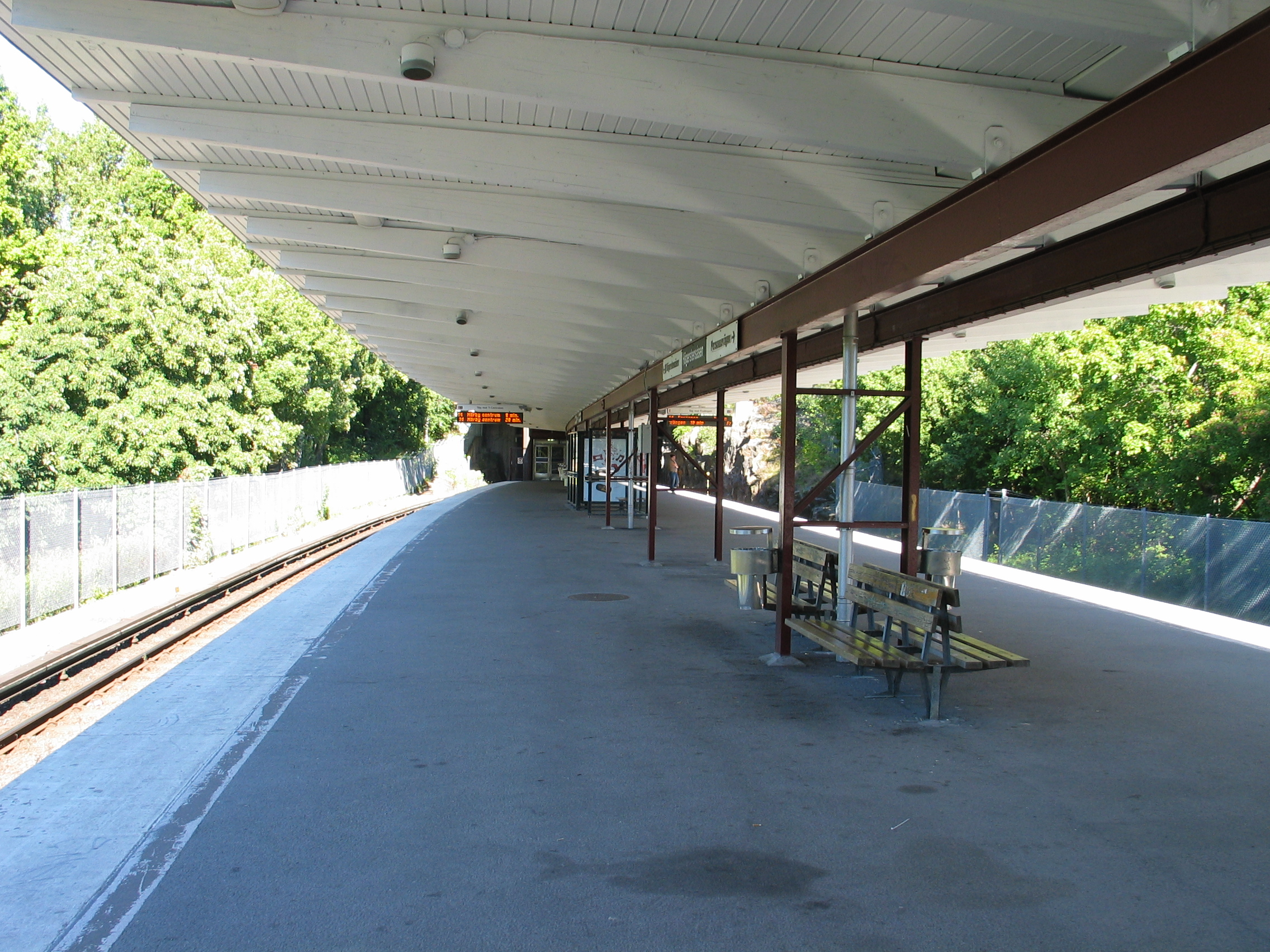
Het perron met de blik richting centrum, aan het eind zijn de tunnelingang en uitgang Hägerstensåsen te zien

Hägerstensåsen is een metrostation in de Zweedse hoofdstad Stockholm in het stadsdeel Hägersten-Liljeholmen aan lijn T14 van de rode route van de metro en ligt 6,7 km ten zuiden van het centraal gelegen metrostation Slussen.  
Het station werd geopend op 18 november 1945 toen de tunnel onder Hägerstensåsen gereed was. Deze verlenging van Telefonplan naar het zuiden werd gebouwd als premetro en tot de opening van de metro werd het station bediend door de tramlijnen 14 en 17 die via het traject ten zuiden van Telefonplan doorreden. In de jaren 40 lag tussen, het toen nog korte, perron en de Personnevägen een eindlus voor de tram. In 1952 volgde een verdere verlenging naar het westen en verdween de eindlus. Begin jaren 60 van de twintigste eeuw werd het traject geschikt gemaakt voor metroverkeer en sinds 5 april 1964 is het station onderdeel van de rode route.
Het station ligt op een viaduct over de Personnevägen, tussen Hägerstensåsen en Västertorp, dat aan de oostkant direct overgaat in de tunnel. Er zijn twee toegangen, de oostelijke ligt boven de tunnelmond aan de Sedelvägen in Hägerstensåsen zelf, de westelijke ligt aan de Skidvägen aan de oostrand van Västertorp.
Fruängen·
Västertorp·
Hägerstensåsen·
Telefonplan ·
Midsommarkransen ·
Liljeholmen ·
Hornstull ·
Zinkensdamm ·
Mariatorget ·
Slussen ·
Gamla Stan ·
T-Centralen ·
Östermalmstorg ·
Stadion ·
Tekniska högskolan ·
Universitetet ·
Bergshamra ·
Danderyds sjukhus ·
Mörby centrum